# Клир (фильм)
«Клир» (пол. Kler) — польский художественный фильм 2018 года режиссера Войцеха Смажовского, на основе сценария, написанного им совместно с Войцехом Жехаком.
Премьерный показ состоялся 18 сентября 2018 в рамках 43-го Фестиваля польских художественных фильмов в Гдыне. В кинотеатрах появился 28 сентября 2018. В премьерные выходные (28—30 сентября 2018) его посмотрели 935 357 человек, что стало лучшим результатом в истории польского кино за 30 лет.

## Сюжет
Несколько лет назад трагические события объединили судьбы трех католических священников. В каждую годовщину катастрофы, из которой они чудом выбрались живыми, священники собираются вместе, чтобы отпраздновать факт своего спасения. Жизнь каждого складывается по-разному. Священник Лисовский (Яцек Брачак) является сотрудником курии в большом городе и делает карьеру, мечтая о Ватикане. Проблема в том, что на его пути становится архиепископ Мордович (Януш Гайос), который, купаясь в роскоши сановника церкви, использует своё политическое влияние при строительстве крупнейшего святилища в Польше.
Второй из священников — Трыбус (Роберт Венцкевич), подвержен человеческим слабостям (алкоголь, женщины). Не очень хорошо ведет себя также отец Кукулa (Аркадиуш Якубик), который, несмотря на свою пламенную веру, день за днем теряет доверие прихожан. Истории троих священнослужителей сольются в очередной раз, а события, которые будут иметь место, не оставят без изменений жизни ни одного из них.
Образ католической Церкви, как института просмотренного «со стороны ризницы», показан через призму судеб троих священнослужителей, перипетии которых показывают, что священникам — так же, как общины «светских» верующих — ничто человеческое не чуждо.

## В ролях
- Януш Гайос — архиепископ Мордович[7]
- Яцек Брачак — ксёндз Лешек Лисовский
- Аркадиуш Якубик — ксёндз Анджей Кукула
- Роберт Венцкевич — ксёндз Тадэуш Трыбус
- Иоанна Кулиг — Анна Томала

## Награды и номинации
- На 43-м Фестивале польских художественных фильмов:
  - Номинация на приз «Золотые львы» 2018
  - Приз зрительских симпатий
  - «Янтарный лев» за режиссуру
  - Приз за лучшую работу художника-постановщика (Ягна Яницкая)